# Киклады
Кикла́ды, Кикладские острова (греч. Κυκλάδες, Кикладес — «лежащие кругом») — архипелаг в южной части Эгейского моря. В составе территории Греции. Более 200 островов, образующих несколько вытянутых с северо-запада на юго-восток гирлянд. Общая площадь 2,6 тыс. км². В его честь названа макула Киклады на спутнике Юпитера Европе.

## Этимология

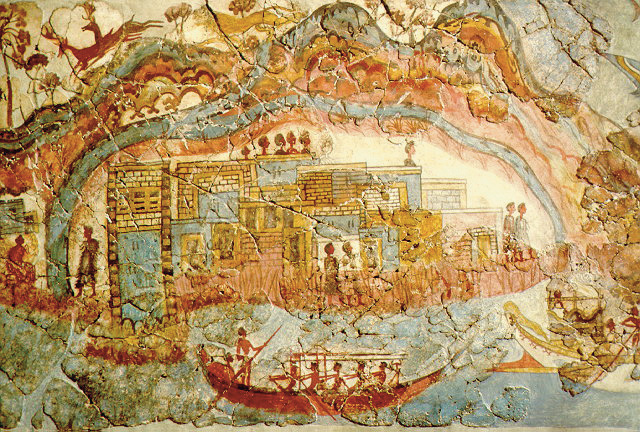
Минойская фреска с изображением города (остров Тира, ок. XVI в. до н. э.)

Греческое слово Κυκλάδες буквально означает «круговые». Так острова архипелага названы потому, что окружают остров Дилос, имевший в древности огромное культурное и политическое значение для греков и многих других народов Средиземноморья.

## География
Наиболее крупные острова Наксос (428 км²), Андрос (380 км²), Тинос, Парос, Милос, Кея, Аморгос, Иос, Китнос, Миконос, Сирос, Тира, Серифос, Сифнос, Сикинос, Анафи, Кимолос, Андипарос, Фолегандрос. Острова имеют материковое происхождение, являются выступающими над морем частями подводного порога, соединяющего Балканский полуостров и Малую Азию. Сложены преимущественно кристаллическими породами и известняками. Высота до 1008 м (на о. Наксос), острова Милос и Тира вулканического происхождения. Частые землетрясения. Средиземноморский климат с жарким сухим летом и тёплой влажной зимой (около 500 мм осадков в год). На склонах преимущественно кустарниковая растительность (фригана), в долинах — виноградники, плантации цитрусовых, маслин; посевы пшеницы, кукурузы. Скотоводство, рыболовство. Месторождения железных руд, бокситов, на о. Наксос — крупное месторождение наждака.

## История
Во 3-2 тыс. до н. э. на Кикладах существовала Кикладская культура, родственная минойской.

Легенды

Легенда острова Дилос (Делос) весьма примечательна и интересна. В соответствии с ней, на этом острове родился бог света и искусств Аполлон и его сестра богиня Артемида. Их матери богине Латоне (Лето) нельзя было рожать детей из-за проклятия, наложенного женой Зевса-богиней Герой. Долго скиталась Латона, но наконец достигла острова Дилос. Лишь только ступила она на него, как остров, носившийся до этого времени по морям, встал незыблемо. Был Дилос пустынным островом, но стоило лишь родиться Аполлону, как все вокруг залило светом, и стал Дилос богатым и плодородным краем.

В первом тыс. до н. э. на Делосе существовали храмы, сокровищницы приношений богам и представительства по народам, организациям, странам и городам со всего Средиземноморья, включая области и города Греции и Персии, Финикию, Египет, Италию и другие.
В результате успехов Первой архипелагской экспедиции в течение 1771 г. российское подданство признали 31 остров Киклад, Спорад и Саронического залива (от Идры и Спеце на западе до Самоса на востоке). Эти острова стали неофициально называть «Архипелагским великим княжеством», которое просуществовало до подписания в 1774 году Кючук-Кайнарджийского мира.

## Киклады в массовой культуре
Название «Киклады» носит стратегическая настольная игра.
В 1956 году аргентинский писатель Хулио Кортасар написал рассказ «Кикладский идол».